# Здравецови
Здравецови (Geraniaceae) е семейство покритосеменни растения от разред Geraniales. Името на семейството дава родът Здравец (Geranium). Семейството включва както рода Здравец, така и градински и саксийни растения, наречени „мушкато“, които се класифицират от съвременната ботаника в рода Мушкато (Pelargonium), както и други сродни родове.
В семейството има около 800 вида, разделени в 7 до 10 рода според базата данни на британските Кралските ботанически градини в Кю, Лондон. По брой най-важни родове са Здравец (430 вида), Мушкато (280 вида) и Часовниче (Erodium, 80 вида).
Повечето видове се срещат в умерени или топли умерени райони, въпреки че някои са тропически. Центърът на разнообразието на Мушкато е в Капския район в Южна Африка, където има забележително вегетативно и цветно различие.

## Родове
- Erodium – Часовниче
- Geranium – Здравец
- Hypseocharis
- Monsonia
- Pelargonium – Мушкато
- Rhynchotheca
- Sarcocaulon